# Musée des croyances populaires
 (février 2017).
Si vous disposez d'ouvrages ou d'articles de référence ou si vous connaissez des sites web de qualité traitant du thème abordé ici, merci de compléter l'article en donnant les références utiles à sa vérifiabilité et en les liant à la section « Notes et références ».
Le Musée des Croyances Populaires présente le patrimoine immatériel populaire des pays du Velay du Gévaudan et du monde rural en général : les médecines paysannes, sorcelleries, contes, légendes, superstitions, etc.
Ces anciennes croyances sauvegardées par des recherches ethnographiques sont présentées au public sous forme de figurines, dioramas et tableaux dans des décors typiques du pays. Ce musée est situé au château du Monastier-sur-Gazeille en Haute-Loire.
Le musée a été imaginé et créé par Patrice Rey, plasticien et scénariste. Il s'occupe des recherches, des textes, des illustrations, de la création des figurines, de la scénographie et de la création des livres issus de ce travail. Patrice Rey propose aujourd'hui des visites commentées du musée sur rendez-vous, des interventions scolaires et périscolaires, ainsi que des conférences et des animations diverses autour du conte.
Les éditions Hauteur d'Homme publient les ouvrages écrits par Patrice Rey.

## Présentation
Ce musée, situé dans le château du Monastier-sur-Gazeille propose le visionnage de collectages ethnographiques effectués dans le département depuis plus d'un siècle. Les pratiques de sorcellerie, les contes et légendes du Velay ainsi que les superstitions locales y côtoient les médecines paysannes.
À partir de ce fonds ethnologique, Patrice Rey a créé une importante collection de figurines présentées dans des dioramas, mais aussi de séries de peintures légendées pour illustrer ces croyances.
On peut y découvrir la culture populaire et fantastique du monde rural : lutins , Dames Blanches , fées et loups-garous côtoient feux follets, pierres et fontaines guérisseuses, mauvais sorts et autres revenants .
Même si les collections du musée sont basées sur l'ethnographie de la Haute-Loire , la majorité des croyances et pratiques recueillies trouvent des similitudes dans d'autres régions, voire d'autres pays.